# Charles Bukowski
Pour les articles homonymes, voir Bukowski (homonymie).
« Bukowski » redirige ici. Pour les autres significations, voir Bukowski (homonymie).
Henry Charles Bukowski /ˈhɛnɹi t͡ʃɑɹlz bəˈkaʊski/, né Heinrich Karl Bukowski /ˈhaɪnʁɪç kaːɐ̯l buˈkɔfskʲi/ le 16 août 1920 à Andernach en Allemagne et mort le 9 mars 1994 à Los Angeles aux États-Unis, est un écrivain américain d'origine allemande, auteur de romans, de nouvelles et de poésie. Il est connu sous ses pseudonymes divers : Hank, Buk, Henry Chinaski, ce dernier étant celui de son alter ego dans ses nombreux romans autobiographiques. Il est l'auteur, en prose comme en vers, d'une œuvre poétique considérable.

## Biographie

### Enfance et formation
Les trois premières années de sa vie se passent en Allemagne, avant que ses parents ne décident d'émigrer aux États-Unis (1923). Dans un contexte de crise économique, il passe une enfance marquée par la violence d'un père tyrannique, battant son fils et son épouse. Il était vétéran américain de la Première Guerre mondiale.
Sa mère, femme au foyer, n'a jamais été pour Bukowski que l'image de la femme soumise à l'autorité de son époux, incapable d'intervenir dans les relations conflictuelles du fils et du mari.
Fils unique, Bukowski subit très tôt la haine et la frustration paternelle face à son échec social : il est régulièrement battu jusqu'à sa seizième année. Son père lui interdit de fréquenter les autres enfants du quartier, trop pauvres, qui lui renvoient l'image de son propre échec social.
À dix ans, le jeune Bukowski ressent ce qu'il décrira plus tard comme le premier jour de sa vie où il a le sentiment d'être écrivain : forcé d'écrire une rédaction qui sera lue devant toute la classe (ayant été contraint par son père à ne pas assister à la visite du président Herbert Hoover), il invente de toutes pièces les évènements qu'il n'a pas pu voir et, devant le succès de son travail, découvre la puissance des mots, ainsi qu'il le rapporte dans Souvenirs d'un pas grand-chose.
Au cœur de la crise, le père de Bukowski perd son emploi de livreur de lait, mais continue pendant de longs mois à simuler une vie normale d'honnête travailleur. C'est à cette même période que Charles découvre le vin et l'ivresse, avec un ami, William « Baldy » Mullinax, dont le père possède dans sa cave des tonnelets de vin.
L'adolescence de Charles est marquée par un élément ressenti comme majeur, qui marquera sa vie future : la survenue brutale d'une acné, qui grêle son visage et son corps de pustules, affectant cruellement ses rapports avec les autres, notamment avec les femmes (cf. Souvenirs d'un pas grand-chose).
Le jeune Bukowski, enfant turbulent et dominateur, se forge petit à petit un personnage d'exclu, de rejeté social, seulement capable de se faire remarquer par sa laideur. Ses intérêts changent du tout au tout : il découvre l'écriture et la poésie.
À cette époque survient également le dernier choc avec son père : à seize ans, Bukowski, rentré ivre d'une sortie, se fait une nouvelle fois réprimander et insulter par son père. Pour la première fois, il rend les coups : les deux hommes se battent sous les yeux de la mère de famille.
Bukowski sort vainqueur de cette confrontation, qui se révèle un catalyseur pour ses choix de vie : il décide de quitter sa maison et son père dont il a pu se venger.

« C'était un salaud, un lâche, et son sang est aussi le mien. Parfois, j'ai l'impression d'être comme lui. Et quand je discute avec une femme ou quelque chose du genre, je me sens merdique, nul, et je sais que je vais agir comme un salaud. Et parfois je pense que c'est à cause du sang de mon père qui coule dans mes veines. Du sang de traître en moi. Ça fait mal. »

Il ne quitte cependant pas la maison, obtient son certificat de fin d'étude au collège, et tente un premier pas dans le monde du travail, prenant un emploi de magasinier dans une grande surface. Bukowski se fait licencier en quelques jours.
Début 1940, il décide d'entrer à l'université pour suivre un cursus de journaliste.

### Premières années d'écriture
Ses premières années dans l'âge adulte cristallisent ses passions et sa personnalité : il vit dans des hôtels marginaux, vivotant de minuscules emplois et de ses nombreuses virées nocturnes dans les bars de son quartier. Il erre à travers les États-Unis, cherchant des chambres à proximité d'un bar. Il retourne même habiter chez ses parents, qui, abasourdis par ses activités, racontent à leurs voisins que leur fils est mort[réf. nécessaire].
Bukowski continue d'écrire, entame ses premiers romans d'inspiration autobiographique, où il parle d'errance, de misère, d'emplois indignes et humiliants, de femmes et d'alcool. Toutes ses tentatives pour placer ses nouvelles dans de petites revues littéraires se soldent par des échecs, mais écrire lui est devenu nécessaire. Il se fend de quelques dollars pour acheter une machine à écrire (très vite prêtée sur gage, faute d'argent). En parallèle, il établit à la bibliothèque municipale le seul havre d'ouverture que sa vie rude peut lui offrir. Il découvre très vite une influence majeure sur sa vie et son style en la personne de John Fante, et notamment son roman Demande à la poussière. Bukowski s'identifie immédiatement à Bandini, gosse fantasque et roublard, inspiré, excessif, christique et nietzschéen à la fois, comme lui en rupture familiale et en quête de beauté, d'émotions, de sentiments jamais assez forts.
Mais, par-dessus tout, le style de Fante impressionne Bukowski : sa capacité à verbaliser les émotions, à les surinvestir et à en faire le moteur majeur de son personnage, lui aussi très autobiographique.
En quelques années, alors que sa vie amoureuse et professionnelle est très chaotique, il continue d'éplucher la littérature (en particulier Ernest Hemingway, Louis-Ferdinand Céline, Albert Camus, les auteurs russes, notamment Dostoïevski), et découvre la musique classique (Gustav Mahler ne le quittera plus jamais), tout en continuant à écrire des poèmes et des pages autobiographiques.
Sa vie est alors axée autour d'une chambre d'hôtel miteuse, d'un boulot inintéressant qui lui sert seulement à se nourrir — les rapports féodaux entre cadres et employés nourrissent l'écriture de Bukowski — et de la quête d'alcool et de femmes pour tout oublier. Bukowski, à 25 ans, est déjà devenu  un ivrogne, obsédé sexuel, instable et menant une vie chaotique. Il part pour New York, mais l'expérience est assez difficile. Désabusé, il rentre à Los Angeles, pense au suicide, et cesse d'écrire pendant une dizaine d'années.
À 26 ans, il rencontre Jane Cooney Baker dans un bar. Une femme de dix ans son aînée, ravagée par l'alcool, avec un parcours plus chaotique encore que le sien. Ils resteront ensemble une dizaine d'années. Il est engagé à la poste en 1952, pour quelques semaines, pense-t-il, en attendant de vivre de sa plume. Il y restera 3 ans. Ses ambitions littéraires sont alors toujours au point mort : bien qu'il arrive à publier quelques poèmes et chroniques dans des revues underground, et une plaquette, Twenty Tanks from Kasseldown, (Black Sun Press, 1946), rien de substantiel ne lui permet de quitter son emploi de facteur. En dépit de ces contingences matérielles, il continue à dépeindre l'infamie quotidienne, exploite le filon de son expérience de facteur, et boit toujours davantage. Il développe un ulcère, se fait interdire la boisson, et découvre à cette période les courses hippiques, son autre grande passion. Jane, elle, continue à boire. Sa santé décline, et leur relation se dégrade : ils finissent par rompre.

### Premières publications
Il publie alors pour la première fois des poèmes dans une petite revue, dont il finit par épouser la rédactrice en chef, Barbara Frye, une texane, fille de grands propriétaires, en adoration devant le talent qu'elle devine chez Bukowski. Ils restent ensemble deux ans, avant que Bukowski ne la quitte, exaspéré par ses sautes d'humeur et son tempérament. Il retourne à Los Angeles.
Il règle alors ses derniers comptes avec l'enfance. En 1958, son père meurt, quelques années après sa femme. Bukowski hérite de la maison, qu'il vend très vite. Il s'installe à Los Angeles, y recroise ses anciens compagnons de beuverie, dont Jane. Poussé par la nécessité, il réintègre les services postaux fédéraux.
Il y reste cette fois douze ans. Cette période est aussi douloureuse que féconde : Bukowski s'astreint à garder son poste et à écrire. Les petites publications se succèdent dans des revues plus ou moins obscures, et le nom de Bukowski commence à se faire connaître. Un premier recueil paraît, Bukowski est invité à fréquenter des cercles littéraires, des écrivains, des éditeurs. Il déserte le milieu.[réf. nécessaire]
Il est publié dans The Outsider, revue plus largement distribuée, aux côtés d'Allen Ginsberg, Jack Kerouac (qui vient de publier Sur la route) et William Burroughs. Sa popularité grandissant, on lui propose de faire des conférences dans les universités.
En 1964 naît la fille de Bukowski avec Frances Smiths, Marina. Bukowski, qui refusait toute idée de paternité, se consacre à sa fille, cherchant à lui éviter la vie de misère dont il commence à peine à se sortir.

En mai 1965, il écrit à son ami Douglas Blazek : 

« le style est un bon outil pour dire ce que tu as à dire mais quand tu n’as plus rien à dire, le style est une pine qui bande mou devant le con mirobolant de l’univers. Knut n’a jamais manqué de choses à dire parce qu’il ne s’est jamais arrêté de vivre. Hemingway s’est arrêté, ou s’est mis à vivre de la même façon. Sherwood Anderson ne s’est jamais arrêté... »

### Succès littéraires
En 1969 paraît son premier grand recueil de nouvelles et chroniques, sous le titre de Journal d'un vieux dégueulasse, courageusement publié par Lawrence Ferlinghetti, poète et éditeur de la Beat Generation à San Francisco, qui continuera à œuvrer pour la reconnaissance artistique de Charles. Ce livre rassemble des récits de débauche décrits dans sa rubrique Notes d'un vieux dégueulasse, parue dans Open City, le Los Angeles Free Press et Nola Express à la Nouvelle-Orléans. En 1972, il publie dans le journal underground Nola Express avec Hedwig Gorski.
Le recueil, tiré à 20 000 exemplaires, obtient un succès d'estime dans le milieu beat : cela lui vaut d'être vite assimilé à ce mouvement, ce qu'il réfute catégoriquement. Bukowski n'a jamais connu les membres de la Beat Generation, pas plus qu'il n'a adhéré à la philosophie hippie ; il a tout au plus croisé William S. Burroughs beaucoup plus tard. Cette publication correspond aux premières lectures publiques de ses poèmes par lui-même, le plus souvent dans des BDE de faculté, des petits cercles littéraires, des bars. Il s'enivre avant chaque montée sur scène, et ivre mort, déblatère autant d'insultes que de poésies. (Women)[réf. nécessaire]
En 1966, John Martin (en) fonde les éditions Black Sparrow Press dans le but de publier Charles Bukowski et d'autres artistes d'avant-garde. Il va pouvoir pour la première fois de sa vie se consacrer à l'écriture. Il quitte son emploi à la poste. Ses recueils de poésie continuent de paraître.
Il livre son premier roman, Le Postier en (1971) : il y dépeint son quotidien d'employé des postes. Les 2 000 exemplaires s'écoulent très vite.
Il rencontre à cette période Linda King, artiste à ses heures, mère de deux enfants. Leur histoire est aussitôt excessive, parfois violente, avec alternance de ruptures, d'éclats de voix, et de coups de poing.
Le vrai tournant littéraire a lieu en 1972, avec la publication du recueil de nouvelles Contes de la folie ordinaire, peu autobiographique et peu représentatif de l'œuvre globale de l'auteur.
En 1976, âgé de 56 ans, il rencontre Linda Lee Beighle, lors d'une lecture dans un bouge de Los Angeles, âgée de 31 ans, qu'il finit par épouser en 1985. Cette jeune hippie, éprise de philosophie tibétaine, tient un restaurant macrobiotique à Los Angeles. Ils ne se quitteront plus, et elle est à son côté lors de son décés.
Ressentant probablement un tournant dans sa vie sentimentale, Bukowski se met à la rédaction de Women, publié en 1977, épais roman autobiographique, quasi-pornographique, où il décrit le chaos de sa vie avec les femmes. Vers soixante ans, Bukowski s'installe finalement avec Linda, à San Pedro en Californie. Passé de la bière au vin, il écrit plusieurs poèmes par jour. Il vit de ses droits d'auteurs et surtout de ses cachets de lectures publiques, mais ne renonce en rien à son train de vie. Il dépense tout simplement le surplus d'argent aux courses de chevaux. Sa célébrité internationale passe par l'Allemagne, et surtout la France — où trois de ses poèmes sont publiés par la revue de Lucien Suel The Star Screwer dès 1971 — avant que Bukowski ne soit édité par Les Humanoïdes associés en 1977 (Mémoires d'un vieux dégueulasse, traduit par Philippe Garnier), puis aux éditions du Sagittaire, et sa mémorable apparition dans l'émission de Bernard Pivot Apostrophes, l'année suivante, qui le fait accéder immédiatement au statut d'écrivain-culte : en direct sur le plateau, Bukowski boit trois bouteilles de vin blanc au goulot puis, ivre, tient des propos incohérents, rejette brutalement la comparaison de son œuvre avec celle d'Henry Miller, tandis que François Cavanna — qui défendait l'œuvre et le personnage sur le plateau — tente vivement de le faire taire (« Bukowski, ta gueule ! »). Bukowski caresse le genou de Catherine Paysan, puis, las de la discussion qu'il trouve trop guindée, finit par arracher son oreillette et quitter finalement le plateau — ce que personne n'avait fait auparavant — sans que Bernard Pivot, découragé, ne cherche à le retenir. Hors caméra, il sort un couteau avec lequel il menace (« pour rire », selon lui) une personne chargée de la sécurité, ce qui lui vaut d'être maîtrisé et jeté hors des locaux d'Antenne 2,.
Son succès en Europe devient colossal : la presse relate l'événement, Marco Ferreri adapte le recueil Contes de la folie ordinaire au cinéma en 1981 et Barbet Schroeder adapte un script de Bukowski dans Barfly avec Mickey Rourke dans le rôle de Henry Chinaski en 1988.

### Dernières années
Bukowski épouse Linda Lee en 1985, publie ses derniers romans et poèmes (dont Pulp), et meurt d'une leucémie le 9 mars 1994 à San Pedro en Californie. On lit sur sa tombe l'épitaphe « Don't try » (« N’essaie pas »).
En février 2008, sa maison est classée comme patrimoine historique par la ville de Los Angeles puis transformée en musée.

## Œuvre

### Romans
- Post Office (1971) Le Postier, traduit par Philippe Garnier, Paris, Éditions Humanoïdes Associés, coll. « Speed 17 », 1977 ; réédition, Paris, Grasset, coll. « Cahiers rouges » no 60, 1992 ; Paris, 10/18, coll. « Littérature étrangère » no 5622, 2020  (ISBN 978-2-264-07628-1)
- Factotum (1975) Factotum, traduit par Brice Matthieussent, Paris, Éditions Humanoïdes Associés, coll. « Speed 17 », 1977 ; réédition, Paris, Grasset, coll. « Cahiers rouges » no 204, 1995 ; réédition, Paris, LGF, coll. « Le Livre de poche » no 30472, 2005 ; Paris, 10/18, coll. « Littérature étrangère » no 5598, 2020  (ISBN 978-2-264-07656-4)
- Women (1978) Women, traduit par Brice Matthieussent, Paris, Grasset, 1981 ; réédition, Paris, LGF, coll. « Le Livre de poche » no 5900, 1990 ; réédition, Paris, Grasset, coll. « Cahiers rouges » no 188, 1994
- Ham on Rye (1982) Souvenirs d'un pas grand-chose, traduit par Robert Pépin, Paris, Grasset, 1984 ; réédition, Paris, LGF, coll. « Le Livre de poche » no 6297, 1987 ; réédition, Paris, Grasset, coll. « Cahiers rouges » no 153, 1992
- Hollywood (1989) Hollywood, traduit par Michel Lederer, Paris, Grasset 1991 ; réédition, Paris, LGF, coll. « Le Livre de poche » no 9597, 1993
- Pulp (1994) Pulp, traduit par Gérard Guégan, Paris, Grasset, 1995 ; réédition, Paris, LGF, coll. « Le Livre de poche » no 14197, 1997 ; Paris, 10/18, coll. « Littérature étrangère » no 5597, 2020  (ISBN 978-2-264-07655-7)

### Poésie
- Flower, Fist, and Bestial Wail (1960)
- It Catches My Heart in Its Hands (1963)
- Crucifix in a Deathhand (1965)
- At Terror Street and Agony Way (1968)
- Poems Written Before Jumping Out of an 8 story Window (1968)
- A Bukowski Sampler (1969)
- The Days Run Away Like Wild Horses Over the Hills (1969) Les jours s'en vont comme des chevaux sauvages dans les collines, traduit par Thierry Beauchamp, Monaco, Éditions du Rocher, coll. « Rocher littérature », 2008
- Fire Station (1970)
- Mockingbird Wish Me Luck (1972)
- Burning in Water, Drowning in Flame: Selected Poems 1955–1973 (1974)
- Maybe Tomorrow (1977)
- Love Is a Dog from Hell (1977) L'amour est un chien de l'enfer, traduit par Gérard Guégan, Paris, Le Sagitaire, 1978 ; réédition, Paris, Grasset, coll. « Cahiers rouges » no 108, 1995
- Play the Piano Drunk Like a Percussion Instrument Until the Fingers Begin to Bleed a Bit (1979) Jouer du piano ivre comme d'un instrument à percussion jusqu'à ce que les doigts saignent un peu, traduit par Brice Matthieussent, Paris, Grasset, 1992
- Dangling in the Tournefortia (1981)
- War All the Time: Poems 1981–1984 (1984)
- You Get So Alone at Times That It Just Makes Sense (1986)
- The Roominghouse Madrigals (1988)
- Septuagenarian Stew: Stories & Poems (1990) Le Ragoût du septuagénaire, traduit par Michel Lederer, Paris, Grasset, 1997 ; réédition, Paris, LGF, coll. « Le Livre de poche » no 14633, 1999
- People Poems (1991)
- The Last Night of the Earth Poems (1992)
- Run with the Hunted (1994), anthologie posthume Avec les damnés, traduit par Robert Pépin, Gérard Guégan, Philippe Garnier, Brice Matthieussent et Michel Lederer, Paris, Grasset, 2000
- Betting on the Muse: Poems and Stories (1996), posthume
- Bone Palace Ballet (1998), posthume
- What Matters Most Is How Well You Walk Through the Fire. (1999), posthume
- Open All Night (2000), posthume
- The Night Torn Mad with Footsteps (2001), posthume
- Sifting Through the Madness for the Word, the Line, the Way (2003), posthume
- The Flash of the Lightning Behind the Mountain (2004), posthume
- Slouching Toward Nirvana (2005), posthume
- Come on In! (2006), posthume
- The People Look Like Flowers at Last (2007), posthume
- The Pleasures of the Damned: Selected Poems 1951–1993 (2007), posthume
- The Continual Condition (2009), posthume
- On Cats (2015), posthume
- On Love (2016), posthume
- Storm for the Living and the Dead (2017), posthume Tempête pour les morts et les vivants, traduit par Romain Monnery, Vauvert, Éditions Au diable Vauvert, 2019

### Recueils de nouvelles et autres textes
- Confessions of a Man Insane Enough to Live with Beasts (1965)
- All the Assholes in the World and Mine (1966)
- Notes of a Dirty Old Man (1969) Mémoires d'un vieux dégueulasse[17], traduit par Philippe Garnier, Paris, Éditions Humanoïdes Associés, coll. « Speed 17 », 1977 Journal d'un vieux dégueulasse, traduit par Gérard Guégan, Paris, Grasset, 1996 ; réédition, Paris, LGF, coll. « Le Livre de poche » no 14384, 1998
- Erections, Ejaculations, Exhibitions, and General Tales of Ordinary Madness (1972) Contes de la folie ordinaire[18], traduit par Jean-François Bizot et Léon Mercadet, Paris, Le Sagitaire, 1977
- South of No North (1973) Au sud de nulle part, traduit par Brice Matthieussent, Paris, Grasset, 1982 ; réédition, Paris, Grasset, coll. « Les cahiers rouges » no 164, 1992 Nouveaux contes de la folie ordinaire[19], traduit par Léon Mercadet, Paris, Le Sagitaire, 1978 ; réédition, Paris, Grasset/Le Sagitaire, 1982 ; réédition, Paris, Grasset, coll. « Les cahiers rouges », 2015
- Hot Water Music (1983) Je t'aime, Albert, traduit par Michel Ledere, Paris, Grasset, 1988 ; réédition, Paris, LGF, coll. « Le Livre de poche » no 6762, 1990
- Bring Me Your Love (1983) De l'amour, traduit par Jean-Luc Fromental, Paris, Le Dernier Terrain vague coll. « Compact livre », 1988 ; réédition sous le titre Apporte-moi de l'amour, suivi de There's no business, Paris, Éditions Mille et une nuits, coll. « Petite collection » no 241, 1999
- Tales of Ordinary Madness (1982)
- The Most Beautiful Woman in Town (1983)
- Prying (1997), posthume
- Portions from a Wine-stained Notebook: Short Stories and Essays (2008), posthume Un carnet taché de vin : inédits, 1944-1990, traduit par Alexandre et Gérard Guégan, Paris, Grasset, 2015 ; réédition, Paris, LGF, coll. « Le Livre de poche » no 34214, 2016
- Absence of the Hero (2010), posthume
- More Notes of a Dirty Old Man (2011), posthume Le Retour d'un vieux dégueulasse[20], traduit par Alexandre et Gérard Guégan, Paris, Grasset, 2013 ; réédition, Paris, LGF, coll. « Le Livre de poche » no 33928, 2015
- The Bell Tolls For No One (2015), posthume
- On Drinking (2019), posthume

### Essais, lettres, correspondances
- Shakespeare Never Did This (1979) Shakespeare n'a jamais fait ça[21], traduit par Patrice Carrer et Alexandre Thiltges ; photographies de Michael Montfort, Paris, Éditions 13e note, 2012 ; réédition, Paris, Points no 3215, 2014
- The Bukowski/Purdy Letters (1983)
- Screams from the Balcony: Selected Letters (1993)  Correspondance : 1958-1994, (extraits de Screams from the Balcony: Selected Letters, de Living on Luck: Selected Letters, vol. 2 et de Reach for the Sun: Selected Letters, vol. 3, traduit par Marc Hortemel, Paris, Grasset, 2005
- Living on Luck: Selected Letters, vol. 2 (1995), posthume
- The Captain Is Out to Lunch and the Sailors Have Taken Over the Ship (1998), posthume Le capitaine est parti déjeuner et les marins se sont emparés du bateau, traduit par Gérard Guégan, Paris, Grasset, 1999 ; réédition, Paris, LGF, coll. « Le Livre de poche » no 15100, 2001
- Reach for the Sun: Selected Letters, vol. 3 (1999), posthume
- Beerspit Night and Cursing: The Correspondense of Charles Bukowski and Sheri Martinelli (2001), posthume
- Sunlight here I am: Interviews and encounters, 1963–1993 (2003), posthume
- On Writing, Edited by Abel Debritto (2015), posthume Sur l'écriture[22],[23], traduit par Romain Monnery, Vauvert, Éditions Au diable Vauvert, 2017
- The Mathematics of the Breath and the Way: On Writers and Writing (2018), posthume

## Adaptations cinématographiques de son œuvre
- Conte de la folie ordinaire (Storie di ordinaria follia)

1981, de Marco Ferreri (Italie)
Scénario : Marco Ferreri, Sergio Amidei, d'après des nouvelles de Bukowski.
Photographie (couleur) : Tonino Delli Colli.
Musique : Philippe Sarde.
Interprétation : Ben Gazzara, Ornella Muti, Tanya Lopert, Katia Berger, Judith Drake, Susan Tyrrel.
Durée : 101'
Éditeur vidéo : GCR/FIL
- The Killers

1984, de Patrick Roth (États-Unis)
Scénario : Patrick Roth, Charles Bukowski, d'après une nouvelle de Charles Bukowski.
Photographie : Patrick Prince.
Musique : Bill Boydstun, Doug Lynner.
Interprétation : Charles Bukowski, Jack Kehoe, Allan Magicovsky, Raymond Mayo, Anne Ramsey, Susanne Reed, Susan Tyrrell.
Durée : 60'
- Barfly

1987, de Barbet Schroeder (É.-U.)
Scénario : Charles Bukowski.
Photographie (couleur) : Robby Müller.
Musique : Jack Baran.
Interprétation : Mickey Rourke, Faye Dunaway, Alice Krige, Jack Nance, J.C. Quinn, Franck Stallone, Roberta Bassin, Gloria Leroy, Joe Rice, Albert henderson, Sandy Rose.
Durée : 100'
Éditeur vidéo : Warner Home Video
- Crazy Love (ou Love is a dog from hell ou L'amour est un chien de l'enfer)

1987, Dominique Deruddere (Belgique)
Scénario : Dominique Deruddere, Marc Didden, d'après Charles Bukowski.
Photographie (couleur) : Willy Stassen.
Musique : Raymond Van Het Groenewoud.
Interprétation : Geert Hunaerts, Josse De Pauw, Gene Bervoets, François Beukelaers, Florence Béliard, Amid Chakir, Carmela Locantore, Doriane Moretus, Michael Pas, An Van Essche, Marcel Van Thilt.
Durée : 90'
- Love Pig

1990, Chris Innis (É.-U.)
Scénario : Chris Innis, Charles Bukowski.
Photographie (couleur) : M. David Mullen.
Musique : 2 Live Crew.
Interprétation : Nick Szegda, William Jones, Christine Chang.
Durée : 14'
- Lune froide

1991, Patrick Bouchitey (France)
Scénario : Patrick Bouchitey, Jackie Berroyer, d'après des nouvelles de Charles Bukowski.
Photographie (noir & blanc) : Jean-Jacques Bouhon.
Musique : Didier Lockwood.
Interprétation : Patrick Bouchitey, Jean-François Stévenin, Jean-Pierre Bisson, Jackie Berroyer, Silvana De Faria, Consuelo De Haviland, Marie Mergey.
Durée : 90'
Éditeur vidéo : PFC
Sélection officielle du festival de Cannes 1991. Le court métrage qui est à l'origine de ce film a reçu le César du meilleur court métrage de fiction en 1990.
- Apporte-moi ton amour

2003, de Éric Cantona (France)
Scénario : Eric Cantona, d'après la nouvelle Bring me your love de Charles Bukowski.
Photographie : Serge Dell'Amico
Musique : Philippe Léotard
Interprétation : Daniel Duval, Nadia Fares, Lawa Loire, Jacques Hansen.
Durée : 12'
- Factotum

2005, Bent Hamer (É.-U./Norvège)
Scénario : Bent Hamer et Jim Stark d'après le roman de Charles Bukowski.
Photographie : John Christian Rosenlund.
Interprétation : Matt Dillon (Henry Chinaski), Lili Taylor, Fisher Stevens, Marisa Tomei.
Durée : 94'
Présenté en 2005 au Festival de Cannes, dans le cadre de la Quinzaine des réalisateurs.
Fiche IMDB
- Bukowski

(Bukowski: Born into This)
Documentaire de John Dullaghan, 2003 (sorti sur les écrans français en janvier 2005)
Fiche IMDB en anglais

## À propos de Bukowski

### Publications
- Neeli Cherkovski : Hank. La vie de Charles Bukowski

(Hank: The Life of Charles Bukowski)
Traduction de Patrick Gador
Biographie, 1991, 381 p.
Ed. Grasset
- Articles dans La Guerre du goût, Gallimard, 1994 et Éloge de l'infini, Gallimard, 2001 de Philippe Sollers.
- Jean-François Duval : Buk et les Beats - suivi d'un soir chez Buk, entretien inédit avec Charles Bukowski

(essai), Ed. Michalon, 1998, 198 p. Nouvelle édition revue et augmentée, Éditions Michalon, 2014, 266 p.
- Folies ordinaires, de Matthias Schultheiss (bande dessinée), 1985, réédition en 1991, Ed. Glénat
- Alexandre Thilges, Bukowski ou les contes de la violence ordinaire, L'Harmattan, 2006, 336 p. (ISBN 978-2-296-01646-0, OCLC 470772342, lire en ligne)
- D'ici à nulle part : Hommage à Charles Bukowski

Textes de 21 auteurs français en hommage à Charles Bukowski, 314 p.
Ed. Eden. Avril 2004.
- Howard Sounes (en) (trad. de l'anglais par Thierry Beauchamp), Charles Bukowski : une vie de fou, Monaco, Éditions du Rocher, février 2008, 386 p. (ISBN 978-2-268-06426-0)
- (en) Howard Sounes (en), Charles Bukowski. Locked in the Arms of a Crazy Life, Grove Presspage, 2000, 320 p. (ISBN 978-0-8021-1645-1, OCLC 40783812, lire en ligne)
- Un article de revue : Abel Debritto, « L'Heure de gloire : Charles Bukowski et Evergreen review » (traduction : Anbreen Javid), in La Revue des revues, no 47, Paris : Ent'revues, 2012, p. 30-39.
- Cédric Meletta, Les Bukoliques. Variations sur Charles Bukowski, Paris, Le Rocher, 2020.